# آن سیمور (هنرپیشه زن)
آن سیمور (انگلیسی: Anne Seymour؛ ۱۱ سپتامبر ۱۹۰۹ – ۸ دسامبر ۱۹۸۸) یک هنرپیشه اهل ایالات متحده آمریکا بود. وی بین سال‌های ۱۹۴۴ تا ۱۹۸۸ میلادی فعالیت می‌کرد.
از فیلم‌ها یا برنامه‌های تلویزیونی که وی در آن نقش داشته است می‌توان به پیروزی مردی به نام اسب و ترنسرها  اشاره کرد.